# Tutti odiano Chris
Tutti odiano Chris (Everybody Hates Chris) è una sitcom statunitense trasmessa dal 2005 al 2009 su UPN (prima stagione) e The CW (le altre tre stagioni). In Italia è stata trasmessa su Paramount Comedy e Comedy Central. Il titolo della serie, chiaramente, riprende in maniera ironica un'altra nota serie tv, Tutti amano Raymond.

## Trama
La prima stagione è ambientata tra il 1982 e il 1983, mentre dalla seconda si ha un salto avanti di un anno ovvero dal 1984 al 1985 e via dicendo per le stagioni successive; tuttavia nella serie, tra la prima e la seconda stagione, sono passati solo i canonici tre mesi estivi.
La serie ruota attorno l'adolescenza di Chris Rock (Tyler James Williams), tredicenne alle prese con i piccoli grandi cambiamenti dell'America negli anni '80 ripresa in chiave umoristica (molte situazioni vengono infatti amplificate, esagerate). Tutto ha inizio infatti nel 1982 quando Chris e la sua famiglia si trasferiscono a Bedford-Stuyvesant (soprannominato "Bed Stuy"), un quartiere di periferia di Brooklyn, sperando così di cambiare vita. Chris viene iscritto alla "Corleone", una prestigiosa scuola media frequentata, fino al suo arrivo, solo da ragazzi bianchi; questo perché la madre di Chris, Rochelle (Tichina Arnold) spera che in questo modo il figlio abbia qualche possibilità in più nella vita (in seguito Chris frequenterà la scuola superiore "Tattaglia"). Per qualche inspiegabile motivo tutti sembrano avercela con il povero Chris, dalla pestifera sorellina Tonya (Imani Hakim) che non fa altro che mettere nei guai il fratello con i genitori, all'altro fratello Drew (Tequan Richmond) il quale, nonostante sia un ragazzo all'apparenza tranquillo e gentile, ha più successo di Chris con le ragazze e all'inizio della serie "ruba" la ragazza dei sogni al fratello maggiore.
L'unico che sembra comprensivo con Chris è il padre Julius (Terry Crews), un uomo parsimonioso e onesto che, per mantenere la famiglia, ha ben due lavori ed è sempre molto obbediente con la moglie Rochelle nonostante quest'ultima non faccia altro che licenziarsi da tutti i suoi impieghi forte proprio dei molteplici mestieri svolti dal marito.
C'è infine Greg (Vincent Martella), un "nerd" compagno di scuola un po' pedante, ma leale con il quale Chris stringe amicizia subito, soprattutto per fare coalizione contro il bulletto della scuola, il feroce Joey Caruso (Travis T. Flory) che sembra avercela perennemente con Chris.
In tutto questo delirio arriva in nostro soccorso la voce narrante di Chris da adulto (Chris Rock) che ci aiuta a comprendere meglio le varie situazioni con commenti caustici o piccole anticipazioni sul futuro delle persone che maltrattano il protagonista durante i vari episodi.

## Episodi
| Stagione         | Episodi | Prima TV originale | Prima TV Italia |
| ---------------- | ------- | ------------------ | --------------- |
| Prima stagione   | 22      | 2005-2006          | 2006            |
| Seconda stagione | 22      | 2006-2007          | 2007            |
| Terza stagione   | 22      | 2007-2008          | 2008            |
| Quarta stagione  | 22      | 2008-2009          | 2009            |

## Personaggi

### Personaggi principali
Nonostante la famiglia fittizia sia basata su quella reale di Chris Rock, il loro cognome non è mai rivelato.
- Chris (Tyler James Williams), il personaggio principale
- Drew (Tequan Richmond), il fratello minore di Chris
- Greg Wuliger (Vincent Martella), il migliore amico di Chris
- Julius (Terry Crews), il padre di Chris
- Rochelle (Tichina Arnold), la madre di Chris
- Tonya (Imani Hakim), la sorella minore di Chris

### Personaggi ricorrenti
- Doc (Antonio Fargas), il proprietario di un drugstore locale dove Chris inizia a lavorare durante la seconda stagione
- Jerome (Kevontay Jackson), un criminale del vicinato che deruba i ragazzini come Chris (e chiede sempre un dollaro)
- Joey Caruso (Travis T. Flory), il bullo della Corleone che tormenta Chris
- Mr. Omar (Ernest Thomas), un impresario funebre che vive in un appartamento in affitto dalla famiglia di Chris; porta frequentemente a letto le vedove dei suoi clienti
- Ms. Morello (Jacqueline Mazarella), l'insegnante della Corleone di Chris, fintamente gentile, ma profondamente razzista (seppur non in modo consapevole); è attratta sessualmente dai neri
- Preside Edwards (Jason Alexander), il nuovo preside della Corleone
- Tasha (Paige Hurd), la ragazza della porta accanto di cui Chris è da sempre innamorato
- Wiskey, un barbone del quartiere; pazzo e instabile, ha una madre ricca che vive nell'Upper East Side
- Vanessa (Jackée Harry), la migliore amica di Rochelle

### Guest star
Tra le guest star della serie si segnalano Whoopi Goldberg durante la seconda stagione, e lo stesso Chris Rock durante la terza.

## Ideazione
La serie è ispirata alla reale storia del comico Chris Rock, vista da un'ottica piuttosto farsesca, e racconta le vicende di un ragazzo afro-americano di nome Chris che con la sua famiglia si trasferisce a Brooklyn e inizia a frequentare la Corleone (una scuola in cui lui è l'unico ragazzo nero).
La vera famiglia di Chris Rock era composta, oltre Chris, dalla madre (Rose), il padre, altri sei fratelli e una sorella. L'attore dichiarò che sarebbe sembrato troppo strano usare sei fratelli e una sorella, così usò le personalità di tutti i fratelli creando solo due personaggi (Drew e Tonya); in particolare, il personaggio di Drew è vagamente ispirato al fratello Tony Rock: infatti Chris Rock ha dichiarato che Tony era più "figo" di lui. A tal riguardo Tequan Richmond fece il provino per la parte di Chris, ma Ali LeRoi e Chris Rock ritennero che fosse troppo "figo" per la parte e quindi gli assegnarono proprio la parte di Drew.

## Trasmissione
La prima stagione venne trasmessa dalla rete televisiva UPN; le altre tre, invece, in seguito alla fusione della UPN con la The WB, andarono in onda sul network The CW. Negli USA la serie, dopo un ottimo esordio con 7 milioni di spettatori (il miglior debutto in termini d'ascolti per una comedy del network), si assestò su valori d'ascolto minimi (1.200.000 spettatori medi), principalmente a causa dei vari spostamenti in palinsesto effettuati dalla CW, ragion per cui, il 21 maggio 2009, il network annunciò di aver chiuso la sit-com; prima della notizia della chiusura però, Chris Rock dichiarò che il finale della quarta stagione rappresentava esattamente il suo passato, ragion per cui la serie si sarebbe comunque conclusa con la fine di quel ciclo di episodi.
In Italia è stata trasmessa in anteprima assoluta dal 2006 al 2009, la prima stagione sul non più esistente canale satellitare Paramount Comedy, mentre le altre tre su Comedy Central; in chiaro, invece, è stata trasmessa da Rai 2.
La serie ha ricevuto due nomination agli Emmy Award e una ai Golden Globe come miglior serie commedia.

## Musiche e citazionismo
Tichina Arnold improvvisava molte delle sue battute durante le riprese dello show; l'attrice inoltre scrisse e incise una canzone per la serie insieme a due sue amiche, tuttavia Ali LeRoi e Chris Rock avevano già in mente alcuni pezzi strumentali per la sigla, ma presero la fine della canzone e la usarono per la fine di ogni episodio e per le interruzioni pubblicitarie (ovvero quando si sente "...everybody hates Chris").
Numerosi sono gli omaggi cinematografici offerti nella serie come, ad esempio, i nomi delle scuole frequentate da Chris i quali sono entrambi riferimenti alla saga de Il padrino: infatti la scuola media frequentata nelle prime tre stagioni si chiama "Corleone" (come il personaggio Vito Corleone interpretato nel primo film da Marlon Brando), mentre la scuola superiore che Chris frequenta dalla quarta stagione si chiama "Tattaglia" (nome del clan rivale dei Corleone sempre nel primo film della saga). Inoltre uno dei numerosi lavori di Julius sembra avere a che fare con un hotel che, dalla divisa che il personaggio indossa in un episodio, si scopre essere l'Overlook Hotel, chiaro riferimento a Shining di Stanley Kubrick.

## Serie animata
Nel marzo 2021, è stata annunciata una nuova serie animata, la quale funge da revival e riprende da dove si era interrotta la serie originale. Chris Rock sarebbe tornato come narratore. La serie si sarebbe intitolata Everybody Still Hates Chris. Nel giugno 2024, è stato annunciato il casting con Terry Crews, Chris Rock e Tichina Arnold che riprendono i loro ruoli. La serie ha debuttato in anteprima su Comedy Central il 25 settembre 2024 e successivamente arriverà su Paramount+.